# Bithia latigena
Bithia latigena là một loài ruồi trong họ Tachinidae.